# Южное побережье штата Сан-Паулу (мезорегион)

Южное побережье штата Сан-Паулу на карте.

Южное побережье штата Сан-Паулу (порт. Mesorregião do Litoral Sul Paulista) — административно-статистический мезорегион в Бразилии, входит в штат Сан-Паулу. Население составляет 462 390 человек (на 2010 год). Площадь — 13 200,938 км². Плотность населения — 35,03 чел./км².

## Демография
Согласно сведениям, собранным в ходе переписи 2010 г. Национальным институтом географии и статистики (IBGE), население мезорегиона составляет:
| Полное население                            | Полное население                            | Полное население                            | Полное население                            | 462 390 |
| ------------------------------------------- | ------------------------------------------- | ------------------------------------------- | ------------------------------------------- | ------- |
| в том числе:                                | Городское население                         | 383 712                                     | Процент городского населения, %             | 82,98   |
|                                             | Сельское население                          | 78 678                                      | Процент сельского населения, %              | 17,02   |
|                                             | Мужское население                           | 229 711                                     | Процент мужского населения, %               | 49,68   |
|                                             | Женское население                           | 232 679                                     | Процент женского населения, %               | 50,32   |
| Плотность населения, чел/км²                | Плотность населения, чел/км²                | Плотность населения, чел/км²                | Плотность населения, чел/км²                | 35,03   |
| Население мезорегиона в % к населению штата | Население мезорегиона в % к населению штата | Население мезорегиона в % к населению штата | Население мезорегиона в % к населению штата | 1,12    |

## Статистика
- Валовой внутренний продукт на 2003 составляет 2 527 622 523,00 реалов (данные: Бразильский институт географии и статистики).
- Валовой внутренний продукт на душу населения на 2003 составляет 5440,29 реалов (данные: Бразильский институт географии и статистики).
- Индекс развития человеческого потенциала на 2000 составляет 0,766 (данные: Программа развития ООН).

## Состав мезорегиона
В мезорегион входят следующие микрорегионы:
1. Итаньяэн
2. Режистру